# Operation Walküre – Das Stauffenberg-Attentat
Operation Walküre – Das Stauffenberg-Attentat (Originaltitel: Valkyrie) ist ein von 2007 bis 2008 gedrehter Kinofilm des Regisseurs Bryan Singer und des Koproduzenten Christopher McQuarrie.

## Handlung
Die auf historischen Tatsachen basierende Geschichte erzählt von dem gescheiterten Versuch, Adolf Hitler, den Führer des nationalsozialistischen Deutschlands, zu töten und aus moralischen und politischen Gründen einen Staatsstreich durchzuführen.
Der Film zeigt die Entwicklung des Offiziers der Wehrmacht Claus Schenk Graf von Stauffenberg vom Frontsoldaten in Afrika bis zu seiner Exekution nach dem gescheiterten Attentat vom 20. Juli 1944 und anderer Mitverschwörer gegen Adolf Hitler. Dabei werden sowohl die Beweggründe der großenteils aus dem Offizierskorps stammenden Verschwörer gezeigt wie auch die Schwierigkeiten der praktischen Umsetzung des geplanten Attentats und des nachfolgenden „Unternehmens Walküre“.
Am Ende des Films ist zu lesen:

„Das Attentat vom 20. Juli war das letzte von 15 bekannt gewordenen Anschlägen mit dem Ziel, Adolf Hitler zu töten. […] Neun Monate später, im umkämpften Berlin, beging Hitler Selbstmord. […] Nina von Stauffenberg und ihre Kinder überlebten den Krieg. Sie starb am 2. April 2006.“

Danach wird die Inschrift des Ehrenmals an der Gedenkstätte Deutscher Widerstand in Berlin gezeigt:

„Ihr trugt die Schande nicht, Ihr wehrtet Euch, Ihr gabt das große ewig wache Zeichen der Umkehr, opfernd Euer heißes Leben für Freiheit, Recht und Ehre.“

## Hintergrund

### Produktion
Der Film geht auf eine Idee von Christopher McQuarrie zurück, der bei einem Berlinbesuch den Bendlerblock und die Gedenkstätte Deutscher Widerstand besuchte und sofort von dieser – in den Vereinigten Staaten weitgehend unbekannten – Geschichte fasziniert war. Bryan Singer, mit dem McQuarrie bereits The Usual Suspects gedreht hatte, übernahm die Regie. Das Drehbuch wurde von Christopher McQuarrie zusammen mit Nathan Alexander verfasst. Für die Ausführung der Produktion war die Filmgesellschaft United Artists verantwortlich. Ursprünglich war nur mit einem kleineren finanziellen Aufwand geplant worden, doch durch den Einstieg von Tom Cruise als Hauptdarsteller, gleichzeitig Miteigentümer von United Artists, ergaben sich größere finanzielle Möglichkeiten. Damit waren auch umfangreichere Dreharbeiten möglich, zum Beispiel mehrwöchige Außendrehs und Aufnahmen im Ausland. Der Film wurde fast ausschließlich in Deutschland gedreht, wobei die in Tunesien spielende, aufwendige und actionreiche Eingangssequenz erst nach Beendigung der Dreharbeiten in Kalifornien nachgedreht wurde. Die Gesamtkosten belaufen sich auf mehr als 60 Millionen Euro. Der Deutsche Filmförderfonds (DFFF) beteiligte sich mit 4,8 Millionen Euro an den Gesamtkosten. In den USA wird der Film durch MGM vertrieben, in allen anderen Ländern von 20th Century Fox.

### Dreharbeiten
In Deutschland wurde der Film in Brandenburg, im Filmstudio Babelsberg und in Berlin an Originalschauplätzen gedreht. Hitlers Führerbunker, die Wolfsschanze, wurde im Brandenburger Schenkenländchen nachgebaut. Als Landeplatz der Wolfsschanze diente der ehemalige NVA-Flugplatz bei Klein Köris/Löpten, wo im Juli 2007 gedreht wurde. In Berlin wurde auf dem Gelände des Tempelhofer Flughafens, der Messehallen am Funkturm, am Hauptzollamt Berlin, im US-Hauptquartier Berlin-Dahlem in der Clayallee und an Originalschauplätzen wie dem Bendlerblock, dem Ort der Erschießung Graf von Stauffenbergs und drei seiner Mitverschwörer in den ersten Minuten des 21. Juli 1944, gedreht.
Die Drehgenehmigung für eine Tages- und drei Nachtszenen im Bendlerblock, in dem heute unter anderem die Gedenkstätte Deutscher Widerstand untergebracht ist, war vom zuständigen Finanzministerium im Juni 2007 zunächst verweigert worden, weil das Verteidigungsministerium, welches das Gebäude heute nutzt, die Würde des Ortes bedroht sah. Im September 2007 wurden die Dreharbeiten im Bendlerblock jedoch unter Auflagen genehmigt. Einige Szenen wurden in Beelitz-Heilstätten gedreht. Graf von Stauffenbergs Enkel, der Schweizer Schauspieler Philipp von Schulthess, spielt in einer kleinen Rolle Fabian von Schlabrendorff, den Adjutanten Henning von Tresckows.
Nach Beendigung der Hauptdreharbeiten in Deutschland entschloss sich Bryan Singer zur Produktion einer zunächst nicht im Drehbuch vorkommenden Szene, nämlich des Luftangriffs der Alliierten in Tunesien, bei dem Stauffenberg im Jahr 1943 die markanten Verletzungen davongetragen hatte. Diese Szene, die belegen soll, dass Stauffenberg bereits vor seiner Verwundung gegen Hitler war und nicht erst danach aus Verbitterung, wurde Anfang 2008 in dem im südkalifornischen Lucerne Valley gelegenen Cougar Buttes gedreht. Gleichzeitig ist dies die Eröffnungsszene des Films. Eine ähnliche Szene wurde auch schon im deutschen Film Stauffenberg aus dem Jahr 2004 inszeniert.

#### Vorfälle
Im Unterschied zu Singers Vorgängerfilm Superman Returns, der ausschließlich digital (mit Panavisions-Genesis-Kamera) gedreht wurde, arbeitete der Kameramann Newton Thomas Sigel bei Walküre mit analogem Filmmaterial. Durch eine Laborpanne im Kopierwerk der Arnold & Richter Cine Technik (Arri) verlor man einen Großteil der vom 21. bis zum 23. September im Bendlerblock gedrehten Szenen. Am 13. und 14. Oktober wurden die Filmszenen nachgedreht. Dafür musste das Filmset wiederhergestellt werden, was doppelt so lange wie beim ersten Aufbau dauerte. Als Resultat dieses Vorfalls hat das einspringende Versicherungsunternehmen Fireman’s Fund die Firma Arri verklagt, um 300.000 Euro Kosten erstattet zu bekommen.
Bei den Dreharbeiten am Bundesministerium der Finanzen in der Wilhelmstraße Ecke Leipziger Straße fielen Statisten von einem Lastkraftwagen auf die Straße. Die dabei Verletzten beauftragten eine Berliner Kanzlei, ihre Rechte gegenüber der Produktion zu vertreten.
In der kalifornischen Wüste setzte sich ein Panzer unkontrolliert in Bewegung und drohte die Ton- und Kameraausrüstung zu überrollen. Er konnte jedoch rechtzeitig angehalten werden.

### Öffentliche Rezeption
Der Film stand bereits zu Beginn der Dreharbeiten an den deutschen Originalschauplätzen im Blickpunkt von Medien und Politik, da der Hauptdarsteller Tom Cruise bekennendes und ranghohes Mitglied („Operating Thetan VII“) der umstrittenen Scientology-Sekte ist. Außerdem wurde zunächst eine unangemessene Interpretation des Attentats Claus Schenk Graf von Stauffenbergs auf Adolf Hitler vom 20. Juli 1944 befürchtet. United Artists selbst kündigte den Film als Thriller – eine Mischung aus Mission: Impossible und Gesprengte Ketten – an. Der älteste Sohn von Graf Schenk von Stauffenberg, Berthold Graf von Stauffenberg, Generalmajor a. D., sprach sich gegen die Rollenbesetzung seines Vaters durch Cruise aus. Die Abteilung Sekten- und Weltanschauungsfragen der evangelischen Kirche in Berlin-Brandenburg verglich die Propagandawirkung der Rollenbesetzung des Grafen Schenk von Stauffenberg mit dem Scientologen Cruise mit der weitreichenden Propagandawirkung der Olympischen Spiele in Deutschland 1936 für die positive Selbstdarstellung der Hitlerdiktatur. Die Besetzung der zweiten Hauptrolle des Widerstandskämpfers Albrecht Mertz von Quirnheim mit dem in Deutschland hochgeachteten Schauspieler Christian Berkel, Sohn einer Jüdin, wurde dagegen positiv aufgenommen.

### Musik
Unter anderem werden im Film folgende Titel verwendet:
- They’ll Remember You. Das Lied wurde von Johann Wolfgang von Goethes Wandrers Nachtlied aus dem Jahr 1776 adaptiert. In der im Film verwendeten Version wurde es von John Ottman und Lior Rosner geschrieben und vom Rundfunkchor Berlin gesungen. Als Mezzosopranistin fungierte Sylke Schwab, Dirigent war Günter Joseck.
- Der Walkürenritt wurde von Richard Wagner geschrieben und vom Slowakischen Radio Symphony Orchestra gespielt. Im Film läuft die Schallplatte mit dem Walkürenritt während des Bombardements des Landsitzes von Stauffenberg.
- Für eine Nacht voller Seligkeit wurde von dem deutsch-österreichischen Komponisten Peter Kreuder und dem deutschen Textdichter Günther Schwenn geschrieben.
- Die entfernte Melodie wurde von Lior Rosner geschrieben und gespielt.
- Der Badenweiler-Marsch wurde 1914 von Georg Fürst geschrieben. Der Marsch gilt als Adolf Hitlers Lieblingsmarsch. Während des nationalsozialistischen Regimes wurde das Stück als dessen Auftrittsmarsch verwendet; der originale Titel Badonviller-Marsch wurde deswegen durch das deutscher klingende Badenweiler-Marsch ersetzt.

### Synchronisation
Die deutsche Synchronisation entstand nach einem Synchronbuch von Alexander Löwe unter Dialogregie von Frank Schaff im Auftrag der Interopa Film GmbH in Berlin.
| Rollenname                                   | Schauspieler             | Synchronsprecher         |
| -------------------------------------------- | ------------------------ | ------------------------ |
| Oberst Claus von Stauffenberg                | Tom Cruise               | Patrick Winczewski       |
| Generalmajor Henning von Tresckow            | Kenneth Branagh          | Martin Umbach            |
| General Friedrich Olbricht                   | Bill Nighy               | Frank Glaubrecht         |
| Generaloberst Friedrich Fromm                | Tom Wilkinson            | Werner Ziebig            |
| Nina von Stauffenberg                        | Carice van Houten        | Tanja Geke               |
| Major Otto Ernst Remer                       | Thomas Kretschmann       | Thomas Kretschmann       |
| Generaloberst Ludwig Beck                    | Terence Stamp            | Uwe Karpa                |
| General Erich Fellgiebel                     | Eddie Izzard             | Jacques Breuer           |
| Dr. Carl Goerdeler                           | Kevin McNally            | Roland Hemmo             |
| Oberst Albrecht Mertz von Quirnheim          | Christian Berkel         | Christian Berkel         |
| Oberleutnant Werner von Haeften              | Jamie Parker             | Tobias Nath              |
| Adolf Hitler                                 | David Bamber             | Peter Faerber            |
| Oberst Heinz Brandt                          | Tom Hollander            | Axel Malzacher           |
| Generalfeldmarschall Erwin von Witzleben     | David Schofield          | Thomas Fritsch           |
| Generalfeldmarschall Wilhelm Keitel          | Kenneth Cranham          | Jürgen Kluckert          |
| Fräulein von Oven                            | Halina Reijn             | Anna Grisebach           |
| Major Ernst John von Freyend                 | Werner Daehn             | Werner Daehn             |
| Dr. Joseph Goebbels                          | Harvey Friedman          | Marcus Off               |
| Leutnant Herber                              | Matthias Schweighöfer    | Matthias Schweighöfer    |
| Wolf-Heinrich von Helldorff                  | Waldemar Kobus           | Waldemar Kobus           |
| Leutnant Hagen                               | Florian Panzner          | Florian Panzner          |
| General Joachim von Kortzfleisch             | Ian McNeice              | Hans-Werner Bussinger    |
| Leutnant Haans                               | Danny Webb               | Stephan Hoffmann         |
| Feldwebel Helm                               | Chris Larkin             | Norman Matt              |
| General Adolf Heusinger                      | Matthew Burton           | Wolfgang Condrus         |
| Henning von Tresckows Adjutant               | Philipp von Schulthess   | Philipp von Schulthess   |
| Feldwebel Kolbe                              | Wotan Wilke Möhring      | Wotan Wilke Möhring      |
| Überzeugter General Wolfgang Fischer (Wüste) | Bernard Hill             | Kaspar Eichel            |
| Roland Freisler                              | Helmut Stauss            | Helmut Stauss            |
| Arzt                                         | Tim Williams             | Johannes Berenz          |
| Stauffenbergs Sohn Berthold                  | Karl Alexander Seidel    | Karl Alexander Seidel    |
| Stauffenbergs Sohn Franz                     | Timo Huber               | Timo Huber               |
| Stauffenbergs Sohn Heimeran                  | Justus Kammerer          | Justus Kammerer          |
| Stauffenbergs Tochter Valerie                | Annika & Marie Becker    | –                        |
| Verärgerter SS-Offizier                      | Andy Gätjen              | Andy Gätjen              |
| Albert Speer                                 | Manfred-Anton Algrang    | Manfred-Anton Algrang    |
| Reichsführer SS Heinrich Himmler             | Matthias Freihof         | Matthias Freihof         |
| Reichsmarschall Hermann Göring               | Gerhard Haase-Hindenberg | Gerhard Haase-Hindenberg |

### Kulissen und Requisiten
Ein Teil der streng nach historischem Vorbild entstandenen Kulissen und Ausstattungsstücke, darunter der Nachbau der Besprechungsbaracke des Führerhauptquartiers Wolfsschanze, wurde bereits 2007 vom Militärhistorischen Museum der Bundeswehr in Dresden erworben. Sie wurden dort, begleitend zum Kinostart des Films, öffentlich gezeigt – allerdings nur zu einem kleinen Teil, da das Museum umgebaut und erweitert wurde.

### Uraufführung
Nach mehreren zeitlichen Verschiebungen der Uraufführung fand die Weltpremiere am 15. Dezember 2008 in New York statt. Der Filmstart in den US-amerikanischen Kinos erfolgte am 25. Dezember 2008. Die europäische Kinopremiere war am 20. Januar 2009 in Berlin. Im deutschen Free-TV war der Film erstmals am 1. November 2011 um 20.15 Uhr im ZDF zu sehen.

### DVD-Veröffentlichung
Die Blu-ray- und DVD-Fassung zum Kinofilm ist seit dem 20. Juli 2009 im Handel erhältlich. Dies war der 65. Jahrestag des Attentats.

### Einspielergebnis
Das weltweite Einspielergebnis der Kinoaufführungen beträgt mit Stand vom April 2009 über 200 Millionen US-Dollar (über 139 Millionen Euro). Davon wurden in den Vereinigten Staaten über 83 Millionen US-Dollar (über 57 Millionen Euro), in Deutschland über 11 Millionen US-Dollar (knapp 8 Millionen Euro), in Österreich über 1,3 Millionen US-Dollar (über 930.000 Euro) und in der Schweiz über 1,2 Millionen US-Dollar (über 850.000 Euro) eingespielt.

## Historische Ungenauigkeiten
- Zentrale Personen des 20. Juli 1944 wie Erich Hoepner und Friedrich Karl Klausing erscheinen im Film nicht. Ihre historischen Rollen werden von Friedrich Olbricht bzw. Werner von Haeften übernommen.
- Der Historiker Sven Felix Kellerhoff kritisierte, dass die Schlüsselszene des Films – die Unterzeichnung des Walküre-Plans durch Hitler auf dem Berghof – erfunden sei. Außerdem bezeichnete er die wankelmütige Darstellung der Mitverschwörer General Friedrich Olbricht und General Erich Fellgiebel als „Verleumdung“.
- Die von den Verschwörern im Film getragenen gelben Ausweise habe es nie gegeben.
- Der Bluff Stauffenbergs beim Verlassen der Wolfsschanze sei historisch nicht korrekt: Im Film gibt Stauffenberg vor, Generalfeldmarschall Keitel anzurufen, während er tatsächlich mit Leonhardt von Möllendorff, dem Adjutanten des „Wolfschanze“-Kommandanten, telefonierte. Eine ähnliche, ebenso erfundene Szene findet sich in Es geschah am 20. Juli (1955), in der Stauffenberg vorgibt, einen namentlich nicht genannten Lagerkommandanten anzurufen.
- Der im Film dargestellte Konflikt zwischen Generaloberst Friedrich Fromm und Major Otto Ernst Remer, bei der Remer von Fromm verlangt, ihm die Attentäter lebend auszuliefern, hat nicht stattgefunden. Remer traf erst nach der Erschießung in der Bendlerstraße ein.[26]
- Stauffenberg startet im Film in einer Ju 52 auf dem Flughafen Tempelhof. Tatsächlich startete er in einer He 111 auf dem Flugplatz Rangsdorf.[27]
- Falsch dargestellt ist das gescheiterte Attentat auf Hitler von Smolensk am 13. April 1943: In dem Film präpariert Generalmajor Henning von Tresckow mit seinem Adjutanten Fabian von Schlabrendorff zwei Cointreau-Flaschen als Bomben, Tresckow übergibt sie dem Stabsoffizier Oberst Heinz Brandt, der zu Hitlers Begleitung gehörte. Da die Bombe nicht auf dem Rückflug Hitlers explodiert, fliegt Tresckow am nächsten Tag nach Berlin, um das Paket wieder an sich zu nehmen. In Schlabrendorffs Memoiren ist nicht von zwei Cointreau-Flaschen die Rede. Vielmehr handelte es sich um abgerundete britische Minen, die so verpackt wurden, dass sie den Eindruck erweckten, es handle sich um zwei Flaschen. Auch war es nicht Tresckow, sondern Schlabrendorff selbst, der das Paket an Brandt übergeben und auch dort wieder abgeholt hat.[28] Diese Darstellung stützt auch der Tresckow-Biograph Bodo Scheurig.[29]
- Tresckow war im April 1943 noch Oberst und noch nicht Generalmajor
- Heinz Brandt war im April 1943 noch Oberstleutnant und nicht Oberst, wird jedoch als solcher betitelt. Er trägt dennoch die korrekten Dienstgradabzeichen eines Oberstleutnant.
- Claus von Stauffenberg wird im ganzen Film durchweg als Oberst angesprochen, wurde jedoch erst am 1. Juli 1944 zum Oberst befördert, weshalb hier Ungenauigkeiten auftreten (so wird er z. B. zu seiner Zeit in Afrika (1943) als Oberst angesprochen, obwohl er damals noch Oberstleutnant war und die korrekten Dienstgradabzeichen trägt.) Dies ist vermutlich der Synchronisation aus dem amerikanischen Original geschuldet, da bei den US-Streitkräften sowohl der Lieutenant Colonel als auch der Colonel (sogenannter Full-Colonel) als Colonel angesprochen werden. Zudem war Stauffenberg ein Generalstabsoffizier, trug dementsprechend karmesinrote Akzente an seinen Schulterklappen. Am Kragenspiegel ist jedoch die Waffenfarbe der Infanterie (weiß) dargestellt.
- Bei einer Lagebesprechung wird von den Verschwörern neben Paris und Prag auch Wien als besetzte Stadt bezeichnet. Dies ist falsch, da der frühere Staat Österreich als Alpen- und Donau-Reichsgaue administrativ Teil des Deutschen Reichs und somit kein besetztes Gebiet war. Zudem hatte die Gruppe um Carl Goerdeler im Sinn, Österreich und das Sudetenland beim Reich zu halten. So war im Schattenkabinett Beck/Goerdeler ein Österreicher als Minister ohne Geschäftsbereich vorgesehen.
- Im Film wird bei der Umstellung des Regierungsviertels eine 2-cm-Flak 38 aufgebaut. Die eingesetzten Truppen des Wachbataillons verfügten über keine direkten Flugabwehrwaffen.
- Major Otto Ernst Remer erhielt nur das Verwundetenabzeichen in Silber, im Film wird jedoch die goldene Variante gezeigt.

## Kritiken
Der Film erhielt gemischte bis positive Kritiken. Das Filmkritik-Portal Rotten Tomatoes gibt für den Film 62 % positive Rezensionen an und er hat einen Metascore von 56 von 100 bei Metacritic.

„Gemessen daran, was dem Film alles unterstellt und vorgeworfen wurde, gemessen auch daran, wie gründlich das alles hätte schiefgehen können, kann man allerdings schon fast von einem Triumph sprechen. Auf jeden Fall ist es der bisher spannendste, wirklichkeitsnächste und komplexeste Spielfilm über den 20. Juli – auch wenn die Latte nach drei deutschen Versuchen von 1955 bis 2004 sicher nicht unerreichbar hoch lag.“

„Er schafft es, dass man zwei Stunden lang atemlos auf der Stuhlkante sitzt, obwohl man weiß, dass der Sache kein Erfolg beschieden war. Operation Walküre ist – man glaubt es kaum – der spannendste Thriller der letzten Zeit. Graue Menschen stehen in grauem Dekor und reden viel – und doch ist das großes Kino.“

„[…] viele Umstände sind unsäglich falsch, einige Beispiele: Stauffenberg war nicht der Ersatzmann für General Oster, er arbeitete nicht die Walküre-Pläne aus und holte sich nicht die per Unterschrift besiegelte Zustimmung Adolf Hitlers zu den Walküre-Plänen. Er ließ sich auch nicht von Hitler in die Mystifizierung des germanischen Heldenmythos der Walküren einweisen. […] Das Goerdeler-Bild des Films schließlich ist verletzend und verantwortungslos, ebenso wie die Charakterisierung des Generals Olbricht geradezu herabwürdigend ist. […] Bei einem Thriller zu versuchen, etwas richtigzustellen, wäre kleinlich, geradezu oberlehrerhaft, denn natürlich darf ein Spielfilm manches auf fantastische Weise überhöhen. Er darf verschiedene Personen konzentrieren – Historiker sollten dann allerdings […] den Film auch nicht als ‚wahr und akkurat‘ charakterisieren und so eine Authentizität behaupten, die nicht einmal die Filmemacher beanspruchen.“

„Natürlich erschöpft sich ‚Operation Walküre‘ nicht darin, die Geschichte des 20. Juli als Western in Nazi-Uniformen zu erzählen. Er bietet ein politisches Modell: Macht ist kein Zustand, sondern eine Maschine. Deswegen sind hier die Nazis weder Dämonen noch Karikaturen: Sie sind Maschinisten einer Macht-Maschine, die dringend abgeschaltet werden muss.“

„Bryan Singer erzählt zusammen mit seinen vorzüglichen Autoren einen Thriller, der über weite Strecken hinweg spannend und nie so amerikanisiert, so trivialisiert war, dass man den deutschen Alarm auszurufen hätte.“

## Auszeichnungen
Bambi 2007
- 29. November 2007 Düsseldorf: Courage Bambi für Tom Cruise – Laudatio Frank Schirrmacher[37]

Saturn Award 2008
- Nominierung in der Kategorie Bester Action-/Adventure-/Thriller-Film für Operation Walküre – Das Stauffenberg-Attentat
- Nominierung in der Kategorie Bester Hauptdarsteller für Tom Cruise
- Nominierung in der Kategorie Bestes Kostüm für Joanna Johnston
- Nominierung in der Kategorie Beste Regie für Bryan Singer
- Nominierung in der Kategorie Beste Musik für John Ottman
- Nominierung in der Kategorie Bester Nebendarsteller für Bill Nighy
- Nominierung in der Kategorie Beste Nebendarstellerin für Carice van Houten

Die Deutsche Film- und Medienbewertung FBW in Wiesbaden verlieh dem Film das Prädikat besonders wertvoll.